# Lumby Mølle
Lumby Mølle er en vindmølle, beliggende nord for Odense på Fyn. Den er opført i 1820, er af typen "hollandsk vindmølle med galleri" og malede korn indtil 1965. I 1988 blev den afbildet på et 3-kroners frimærke og fik tilnavnet Frimærkemøllen. 
Undermøllens to etager er bygget i grundmur og granit, mens overmøllen er i træ med spåndækning øverst og brædder på klink nederst. Møllen har en bådformet hat, som ligeledes er beklædt med spån. Møllen krøjer med vindrose og vingerne er selvjusterende (selvsvikkende).
Møllen var en del af et stort mølleanlæg, som blev bygget i årene 1820-1850, hvor møllen var en central del af en trelænget gård. Til anlægget hørte desuden en værkstedsbygning lidt nord for gården. I dag er det meste nedrevet, og kun møllen, en del af stuehuset samt værkstedsbygningen er tilbage. 
Lumby Mølle har skiftet ejer flere gange, og i 1970 blev den overtaget af Danske Møllers Venner. Nationalmuseets mølleværksted holdt til i værkstedsbygningen i årene 1970-1983, hvor den benyttedes til at forarbejde reservedele til danske møller. Den selvejende institution Lumby Møllegaard dannedes i 1985 og en støtteforening skaffede midler til en meget omfattende restaurering af møllekomplekset. Møllen ejes fra 1990 af Odense Kommune, mens Lumby Møllegaard står for restaurering, vedligeholdelse og drift. 

## Møllens historie og den første møller
Rasmus Pedersen var Lumby Mølles grundlægger. Han blev født 1776 på Dallund Mølle og var af møllerslægt. Han blev i 1800 møllersvend på Svanemøllen i København, og i 1802 ægtede han en tjenestepige, der tjente hos møllerenken på Hasmark Mølle, hvilket var en af enkens betingelser for at indgå en fæstekontrakt med Rasmus Pedersen om møllen. Denne kone døde i 1812 efter at have fået seks børn, og han giftede sig snart igen med Anne Marie Nielsdatter fra Norup. En del af Pedersens ambitioner var at være møller på en større mølle, og i 1816 indgav han ansøgning til kongen om tilladelse til at opføre en vejrmølle til grynmaling på Lumby Taarup Mark. For at få bevilling til grovmaling, måtte han i en retssag bevise mølletrang. Dette var svært, da ejerne af de omkringliggende møller var imod.
Pedersen gav ikke op, men fik i 1817 skøde på et stykke jord, han havde købt af gårdmand Jeppe Jensen på Kvadrillegården. Han fik ændret bevillingen, så møllen kunne bygges på Lumby Mark i stedet for Lumby Taarup Mark, som den oprindelig var udstedt på. Tre år senere stod møllen færdig, og Pedersen lod en plade sætte op over indgangen.
Modstanden mod møllen fortsatte, og i 1822 sendte han en skrivelse til prins Christian og bad denne tale hans sag for kongen. Denne skrivelse resulterede i, at ikke bare Lumby Mølle, men også Næsbyhoved Mølle, hvis ejer havde været en hovedmodstander, fik tilladelse til grovmaling i 1823.
Fra 1824 boede Pedersen med kone og 14 børn på Lumby Mølle, hvor han udover mølleriet også drev landbrug og åbnede butik i Stige, hvorfra han solgte varer fra møllen til skipperne. I 1857 døde Pedersen, og arvingene drev mølleriet videre til 1911. 
Efter dette blev Lumby Mølle solgt flere gange. I 1911 solgtes løsøret på auktion og møllen til Jørgen Pedersen, der senere samme år videresolgte den til møller Martin Christiansen. Christiansen drev møllen indtil 1929. Igen skiftede den ejer flere gange, indtil Erna og Peder Christoffersen overtog og drev møllen indtil 1965. 
55°26′57.33″N 10°22′30.17″Ø / 55.4492583°N 10.3750472°Ø